# 哈斯VF-22
哈斯VF-22是2022年世界一级方程式锦标赛哈斯車隊的比賽用車，是由哈斯車隊设计和制造的一级方程式赛车。VF-22將是哈斯車隊自2016年參加一級方程式後製造的第七輛賽車。在尼基塔·马泽平的合約被車隊終止後，賽車將由凱文·馬格努森和米克·舒馬赫駕駛。舒馬赫是第二年為車隊效力，馬格努森則是在2017至2020年為車隊效力后，闊別一年后重新加盟車隊。賽車是哈斯車隊在2022年技術規則下的第一款賽車。賽車將使用法拉利 066/7引擎。VF-22在2022年巴林大獎賽中首次參賽。

## 賽車設計及研發

### 背景
新一代技術規則原定於2021年賽季推出。但是，由於2019冠状病毒病疫情，規則被推遲到至2022年推出。因此，從2020年3月28日至2020年12月31日，所有新一代賽車的開發都暫停了。

### 賽車研發
由於2022年的規則變更，哈斯在2021年沒有對VF-21做出研發，而是在整個2021年賽季期間專注於VF-22的研發。哈斯將連續第七年使用法拉利的引擎。在2月4日，VF-22成為2022年賽季首款發佈的賽車。

### 賽車設計
賽車擁有一個巨大的尾翼。側箱下方也有一個相對較大的切面，它與懸掛系統很好地對齊，以便氣流可以在側箱周圍輸送，而不會從下方文丘里隧道的入口處流走太多。側箱車身向外張開以滿足規定的最大尺寸。正因為如此，側箱也很快逐漸變窄，形成了一個傾斜的側箱設計。賽車尾部盡可能窄，也有一個非常細長的冷卻出口。
前翼端板也與其他賽車的設計不同，因為車隊採用了波浪形邊緣，影響端板的整個幾何形狀。底板文丘里隧道入口的形狀與梅賽德斯相似，在最靠近底盤的部分設置在比外側部分高得多的高度。底板的邊緣也被捲起以形成一個捲軸，它在後輪胎前露出一個類似裙子的部分，車隊正在使用它來幫助引導氣流穿過輪胎表面。側翼主體向外逐漸變細，允許車隊利用中央區域類似的凸形形狀，帶有高腰尾部。進氣口下方有一個中等大小的切面，車身朝底板逐漸變細，以加快氣流在賽車尾部的文丘里隧道流動。

## 賽車塗裝
在該車首次亮相和2022年一級方程式季前測試第一回合的頭兩天中，賽車都用上與上賽季的VF-21相似的塗裝，並由俄羅斯公司乌拉尔钾肥冠名贊助，並在整車的表面，尤其是前翼，塗上類似於俄羅斯國旗的塗裝。但始終以白色為一種占主導地位的顏色。在側箱，紅色的哈斯字標以及尾翼襟翼的上部都很突出。從側箱開始，在每一側都有一條紅色和藍色的帶子，一直在引擎罩上的鰭下方結束。一條相同顏色的帶子也裝飾著賽車的前部，從駕駛艙的一側開始，到另一側結束，穿過鼻子的兩側和鼻尖。除了DRS的襟翼,車底、主平面、鼻尖、端板內部和後翼內部區域都是黑色的。
在2月24日俄羅斯入侵烏克蘭之後，哈斯從他們的賽車和網站上刪除了乌拉尔钾肥的品牌。 2月25日第一回合季前測試的最後一天，賽車採用了黑白塗裝。後來乌拉尔钾肥的冠名贊助與马泽平的合約在3月5日被車隊終止。在巴林的第二回合測試中，車隊使用了以紅色取代了俄羅斯國旗條紋的更新塗裝亮相。新的塗裝以經典的白色為主要顔色，再加上紅色和黑色：黑色塗滿了賽車下部區域，一條大紅色帶水平包裹賽車，側面帶有哈斯的標誌。

## 賽季記錄

### 季前
車隊因VF-22的可靠性而在巴塞隆納-加泰隆尼亞賽道進行的2022年一級方程式季前測試第一回合測試中表現掙扎。賽車產生了比較嚴重的海豚跳效應（由於地面效應導致賽車產生共振，使汽車快速上下跳動），這構成了駕駛性能和可靠性問題。最終在第一回合的測試中只完成了160圈；總共748（465英里），相當於2.5個大獎賽比賽距離，是十支車隊中測試距離最小的車隊。因爲俄羅斯入侵烏克蘭，車隊在2月25日第一回合季前測試的最後一天，賽車採用了黑白塗裝。
同時因爲俄羅斯入侵烏克蘭事件，哈斯車隊決定在第二回合季前測試前終止尼基塔·马泽平的車手合約，並由丹麦车手凯文·马格努森顶替。這是他时隔一个赛季，再次重返一級方程式并回到車隊担任主力车手。賽車隨後於3月10日至3月12日參加了在巴林国际赛道進行的第二回合季前測試，但車隊出現物流問題，他們計劃用來將貨物運送到巴林的飛機在伊斯坦布爾停飛後，該車隊的貨物無法準時送到巴林。因此無法趕及參加3月10日上午的測試，所以國際汽聯批准他們在3月11日(下午)和3月12日(上午及下午)均有額外測試時間，以彌補他們損失的四個測試小時。在三個測試日內，賽車完成了253圈；總共1,369（851英里），相當於4.5個大獎賽比賽距離，在十支車隊中排名第九，只比麥拉倫車隊的200圈多。根據數據，賽車的可靠性一般。在巴林的情況比在巴塞隆納時一樣。第二天測試，马格努森創造了當天最快圈速：1:33.207。舒马赫在最後一天哈斯車隊的補償測試時間是造出1:32.341，僅次維斯塔潘的第二回合測試最快圈速：1:31.720，證明了哈斯車隊在速度上的進步。賽車使用在測試中大放異彩的法拉利引擎，而且車隊犧牲了去年賽車的研發以專注於VF-22的研發，可能這能夠幫助他們重返中游。

### 賽季首五站
兩位車手在2022年巴林大獎賽的自由練習中表現出色，賽車的速度顯示車隊已重返中游。馬格努森表示他跑得很好，這輛車一整天都感覺很好，賽車感覺如此穩定，單圈時間非常強勁讓他對車隊的強勁步伐感到“超級興奮”。米克·舒馬赫表示車隊在正確的時刻邁出了良好的步伐。現在它只是試圖微調賽車的設定。馬格努森和舒馬赫分別在排位賽獲得第七名和第十二名。在比賽中，兩位車手在起步后都保持位置。舒马赫在比賽早段在6號彎與埃斯特班·奧康發生碰撞，導致舒马赫失去了兩個位置，奧康因此被罰5秒。直到第45圈艾法托利的皮埃爾·蓋斯利因引擎起火而退賽，導致安全車進場。兩位車手都進站換上新紅胎。安全車退場后，馬格努森受惠於維斯塔潘因燃油泵問題退賽而上升至第五位完賽，舒马赫則以第十一位完賽。馬格努森以第五位完賽，這是哈斯第5次進入前五名。馬格努森說這個開季讓他感到滿欣喜若狂，這是一場非常好的比賽，賽車一直都很好，但在第一組輪胎上的退化比車隊希望的要多一些。”舒马赫說與奧康發生碰撞后，對賽車造成一些破壞，令賽車難以操控，否則應該可以得到更好的成績。在結果使哈斯在車隊積分榜中登上第三位，拿到10分，僅落後於梅賽德斯和法拉利。馬格努森排名第五，舒马赫在車手積分榜排名第十一。
在沙地阿拉伯大獎賽排位賽上，馬格努森獲得第十名。舒马赫以第十四位完成排位賽，但他在第二階段中發生嚴重撞車事故。後來在醫院接受詳細檢查並無大礙，但不會繼續參加本站比賽，而車隊亦不會派遣另一位車手代替他出戰。馬格努森說對成績感到滿意，但自己可以做得更好，第三階段排位賽時脖子十分痛。另外對舒马赫在意外后安然無恙感到放心。車隊領隊京特·施泰納表示，米克顯然沒有受傷，他在醫院接受醫生的評估，所以他目前處於良好狀態，也對排位賽的結果感到滿意，期待明天的正賽。
在比賽中，馬格努森使用硬胎起步，在比賽早段保持位置。直至第15圈，威廉姆斯的尼古拉斯·拉提菲因在第13號彎撞車而退賽，導致安全車進場。馬格努森在安全車時段期間沒有進站，並一直等待下一個安全車時段。第37圈，丹尼尔·里卡多因引擎故障而停在維修區入口，並引發虛擬安全車（VSC）。馬格努森趁機進站換胎，最後以第九名完賽。結果使哈斯在車隊積分榜中排名跌至第五位，馬格努森排名跌至第八位，舒马赫在車手積分榜排名第十五。馬格努森對車隊在周五從艱難的局勢中恢復過來的工作非常出色，非常高興。雖然安全車影響了他的計劃，但對第九名的成績感到滿意。
由於在沙地阿拉伯大獎賽排位賽上，舒马赫在第二階段中發生嚴重撞車事故，這導致他的賽車嚴重損毀。車隊領隊京特·施泰納表示，車隊沒有備用底盤，也沒有為澳大利亞大獎賽提供“充足”的備用零件。在澳大利亞大獎賽排位賽上，馬格努森獲得第十六名，舒马赫獲得第十五名。馬格努森以第十四名完成比賽，舒马赫以第十三名完賽。結果使哈斯在車隊積分榜中排名跌至第七位。
在乾濕地交替的艾米利亞-羅馬涅大獎賽上，賽車的表現相比澳大利亞大獎賽有很大的進步。在排位賽中，馬格努森重返第三階段排位賽，並獲得隊史最佳的第四名。舒马赫因為未能在賽道下雨前造出足以躋身前十名的時間，只能獲得十二名。在衝刺賽中，馬格努森一直被其他更快的賽車超越，只能以第八名完成衝刺賽；舒马赫把握其他車手的失誤，並以第十名完成衝刺賽。舒马赫正賽早段變失控打轉，使他失去許多位置，最後以第十七名完賽。馬格努森因為進站用時較其他車手長而失去一些位置，最後以第九名完賽。馬格努森表示他們較遲進站換上乾胎，而且進站時有失誤，否則他應該可以以更前位置完賽。艾米利亞-羅馬涅大獎賽後，哈斯在車隊積分榜中跌至第八名，馬格努森在車手積分榜跌至第十名。
在車隊主場——美國舉辦的首屆邁阿密大獎賽，賽車沒有延續在艾米利亞-羅馬涅大獎賽上的好表現。舒馬赫和馬格努森分別在排位賽中獲得第十五和第十六名。在正賽中，舒馬赫曾一度升上第九名，但是他在第五十四圈與塞巴斯蒂安·維泰爾相撞，後者需要退賽，舒馬赫也要進站更換前翼，並以第十五名完賽。馬格努森在第四十七圈與蘭斯·斯托爾發生碰撞，馬格努森被處以五秒加時懲罰，並以第十六名完賽。馬格努森認為這是他「生涯中最困難的一場比賽」，並認為如果他沒有與斯托爾發生碰撞，他能夠以前十名完賽。

## 完整一級方程式參賽成績
(賽果底色示意列表)

粗體－桿位 斜體－最快圈速 * – 賽季進行中 1 2 3 4 5 6 7 8 – 衝刺賽積分名次

† –  車手未完成賽事，但已完成90%的原定賽程，因而有排名 

‡ –  由於未完成預定距離的75％，因此該場比賽只能獲得一半積分 

| 年份   | 底盤     | 動力單元（Power unit） | 輪胎 | 車號 | 車手          | 大獎賽 | 大獎賽 | 大獎賽 | 大獎賽              | 大獎賽 | 大獎賽 | 大獎賽 | 大獎賽   | 大獎賽 | 大獎賽 | 大獎賽 | 大獎賽 | 大獎賽 | 大獎賽 | 大獎賽 | 大獎賽 | 大獎賽 | 大獎賽 | 大獎賽 | 大獎賽 | 大獎賽 | 大獎賽 | 積分 | 名次 |
| 年份   | 底盤     | 動力單元（Power unit） | 輪胎 | 車號 | 車手          | 巴     | 沙     | 澳     | 艾米利亚-罗马涅大区 | 邁     | 西     | 摩     | 阿塞拜疆 | 加     | 英     | 奧     | 法     | 匈     | 比     | 荷     | 義大利 | 新     | 日     | 美     | 墨     | 聖     | 阿布   | 積分 | 名次 |
| ------ | -------- | ---------------------- | ---- | ---- | ------------- | ------ | ------ | ------ | ------------------- | ------ | ------ | ------ | -------- | ------ | ------ | ------ | ------ | ------ | ------ | ------ | ------ | ------ | ------ | ------ | ------ | ------ | ------ | ---- | ---- |
| 2022年 | 哈斯車隊 | 法拉利066/7 1.6公升V6t | P    |      |               |        |        |        |                     |        |        |        |          |        |        |        |        |        |        |        |        |        |        |        |        |        |        |      |      |
| 2022年 | 哈斯車隊 | 法拉利066/7 1.6公升V6t | P    | 20   | 凱文·馬格努森 | 5      | 9      | 14     | 9 8                 | 16†    | 17     | Ret    | Ret      | 17     | 10     | 8 7    | Ret    | 16     | 16     | 15     | 16     | 12     | 14     | 9      | 17     | Ret 8  | 17     | 37   | 第8  |
| 2022年 | 哈斯車隊 | 法拉利066/7 1.6公升V6t | P    | 47   | 米克·舒马赫   | 11     | WD     | 13     | 17                  | 15     | 14     | Ret    | 14       | Ret    | 8      | 6      | 14     | 14     | 17     | 13     | 12     | 13     | 17     | 15     | 16     | 13     | 16     | 37   | 第8  |
| 來源:  |          |                        |      |      |               |        |        |        |                     |        |        |        |          |        |        |        |        |        |        |        |        |        |        |        |        |        |        |      |      |

## 外部鏈接
- 官方網站 （页面存档备份，存于）